# KkStB 21.0
A kkStB 21.0 egy villamos motorkocsisorozat volt a Császári és Királyi Osztrák Államvasutaknál (kkStB).
A három járművet 1908-ban készítette az AEG (elektromos berendezés) és a Grázi Vagongyár a Lokalbahn Neumarkt–Waizenkirchen–Peuerbach-nak.
750 V egyenáramal üzemeltek, Lyra áramszedővel kapcsolódtak a felsővezetékhez, poggyászterük és külön 2. és 3. osztályú utasterük volt.
Amikor a Stern & Hafferl 1913-ban a HÉV üzemeltetést átvette, a tulajdonos a járművek számozását megtartotta.
1943-ban átszámozták 21.150–152-é. 1975-ben a 21.151-et és a 152-t selejtezték. 1998-ban a 21.150-et 22.109-é számozták át és nosztalgiajárműként üzemel.

## Fordítás
- Ez a szócikk részben vagy egészben  a   kkStB 21.0 című német Wikipédia-szócikk fordításán alapul.  Az eredeti cikk szerkesztőit annak laptörténete sorolja fel. Ez a jelzés csupán a megfogalmazás eredetét és a szerzői jogokat jelzi, nem szolgál a cikkben szereplő információk forrásmegjelöléseként.